# Gislebert Ier de Faucogney
Gislebert Ier de Faucogney est un noble comtois. Il fut seigneur de Faucogney et vicomte de Vesoul à partir de 1019.
Sa descendance est inconnue.